# 西北航運
香港西北航運快線有限公司，簡稱西北航運（英語：Hong Kong North West Express），曾經是香港的渡輪公司，營運香港屯門碼頭至澳門的跨境渡輪服務。
西北航運原預計於2006年9月開辦來往香港屯門至澳門的跨境渡輪服務，並以新界西部的屯門碼頭作為其香港的基地，但因申請被澳門當局否決。西北航運其後於2006年11月3日至2007年10月11日期間轉辦來往香港屯門及廣東珠海的跨境渡輪服務，並於2007年6月15日至2010年12月15日期間開辦來往深圳蛇口的跨境渡輪服務。2010年12月16日起，西北航運一度暫停所有渡輪服務。2011年4月15日，西北航運終於成功開辦屯門來往澳門的跨境渡輪服務。
2012年7月1日起，旗下全部航線停止營運，至9月10日更正式結業。

## 歷史

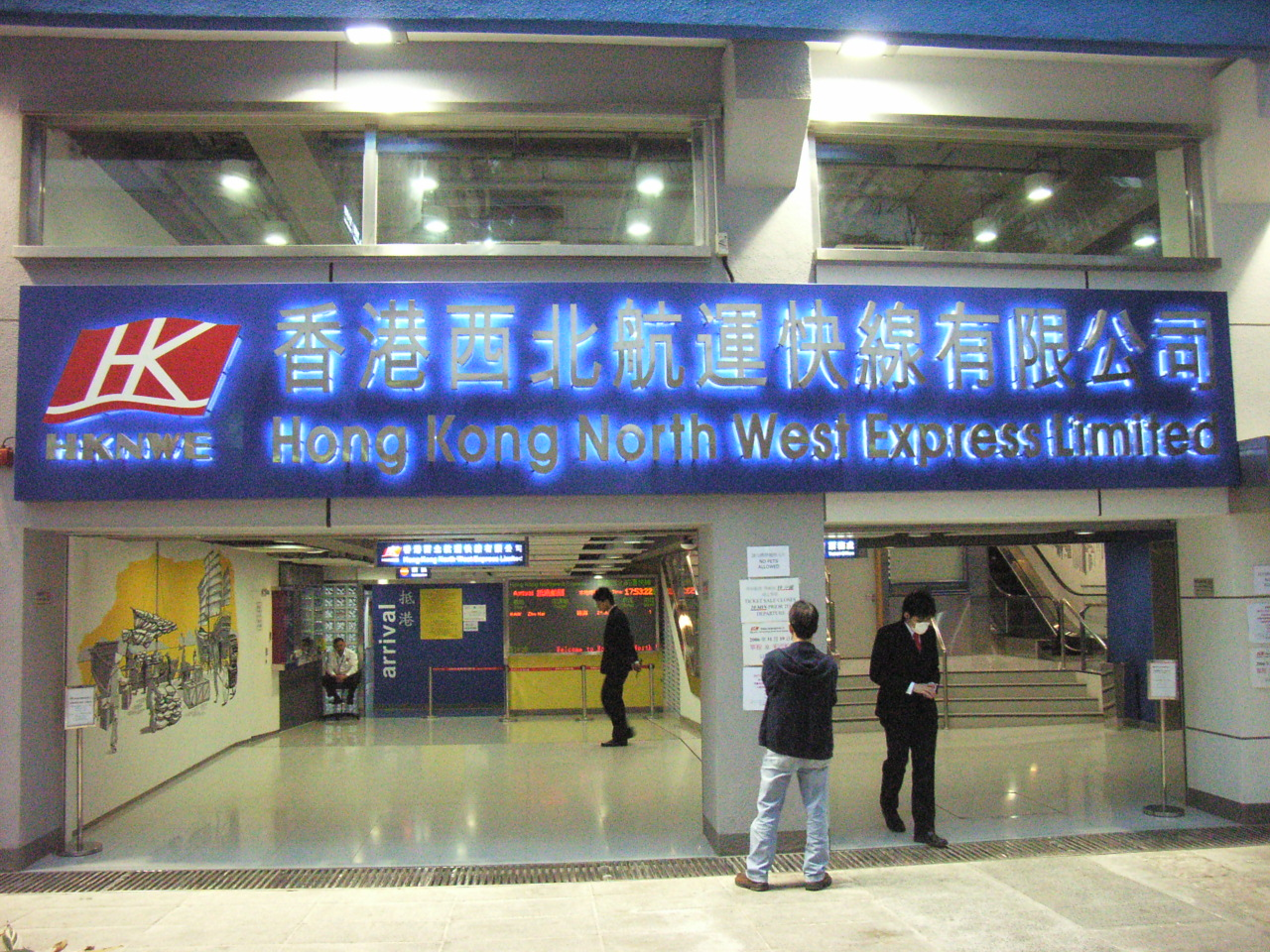
位於屯門碼頭的香港西北航運快線有限公司

### 早期歷史
雖然澳門與屯門的距離比與尖沙咀或上環為近，但在屯門碼頭未開辦澳門航線前，新界西部居民如需往澳門，需要先花一個小時往尖沙咀或上環再轉搭渡輪，十分不便。1991年屯門的地區人士已倡議在屯門碼頭開辦澳門航線，但當時政府以碼頭空間不足、投資額過高，以及當時跨境碼頭未達飽和等原因拒絕建議。
2003年，香港政府終於決定發展屯門碼頭成為香港第3個跨境碼頭，並於年底公開招標，最後由西北航運擊敗新世界第一渡輪投得。西北航運當時宣佈耗資3億5000萬港元，用於改建碼頭及購買船隻等投資。該公司原擬在2004年底先開辦澳門航線，並於2005年中期再開辦珠海、中山及南沙等珠江三角洲地區的航線。
然而，西北航運的工程到了2005年仍未開始，令不少人擔心該計劃流產。期後澳門希臘神話娛樂集團有限公司收購原西北航運，同年6月23日，西北航運終於開始屯門碼頭改建工程，總投資額達10億港元，並預計購買6艘法國製造全新穿浪式噴射雙體船組成。另外，船公司計劃招聘超過200人，負責會計、保安和清潔的工作，屯門居民會獲優先聘用；按當時的進度，該航線可於2006年9月正式投入服務。
根據2006年初公佈的資料，來往屯門至澳門的新航線，船隊預計由6艘法國製造全新穿浪式噴射雙體船組成，於每日上午7時至晚上11時提供31班服務，而航程只需35-40分鐘，較現有航線快10至25分鐘。票價方面，初步定價約為118港元，並提供長者八折優惠。
但上述一切僅香港方面的想法，澳門港務局於2006年9月宣佈，經分析硏究和評估後否決西北航運的申請。申請不獲批准的理由基於技術及安全考慮，包括澳門外港客運碼頭客船泊位不足。時任西北航運行政總裁李慨俠因無法開辦航線而引咎辭職。

### 改辦珠海及蛇口航線
由於來往澳門航線的申請不獲澳門當局批准，該公司改辦屯門至珠海九洲港的航線服務。珠海高速客輪和西北航運結成聯盟，於同年11月3日開辦來往香港屯門至珠海九洲港航線。九洲發展（珠海控股投資前身）斥資4,000萬港元為航線添置兩艘高速客輪「海弛」、「海琨」（分別是前「南華」及「肇慶」號）及提供船員，而西北航運則負責投資碼頭配套。珠海高速客輪還申請營辦屯門至澳門以及九洲至海天碼頭兩條新航線。珠海高速客輪計劃再斥資4,000萬港元購入兩艘高速客輪，以應付未來屯門至澳門航線的需求。由於啟航日期延誤近兩年，航班太少，票價過高，更重要的是並非直達澳門，故引起新界西北居民普遍的強烈不滿。2007年6月15日，西北航運與深圳船務有限公司再開辦屯門來往蛇口的跨境渡輪服務。
2007年10月10日，西北航運宣佈由同年10月11日起暫停營運往返屯門至珠海的航線，直至另行通知為止。而往來屯門與蛇口之渡輪服務，則維持不變。有傳這是為了改為營運往返屯門至澳門氹仔臨時客運碼頭的航線作準備。  
2007年12月，西北航運不滿澳門特區政府在未經公開招標的情況下就將氹仔客運碼頭往來香港的航線批給金光飛航，向澳門中級法院提出訴訟，要求澳門法院不接納澳門政府批准金光飛航開航。結果導致金光飛航開航個多星期後就要暫時停航等候訴訟結果。最終澳門政府上訴得直，金光飛航得以繼續營運其航線。
2010年12月16日，西北航運以屯門碼頭進行內部裝修為由，宣佈即日起暫停營運往返屯門至蛇口的航線，直至另行通知為止。蛇口航線停航後，西北航運未有任何營運中的航線。

### 成功開辦澳門航線
2010年12月，澳門港務局對來往澳門外港客運碼頭的渡輪服務引入新經營者進行公開招標。澳門港務局基於只收到西北航運提交往來澳門至屯門航線的申請，因而於2011年1月13日宣佈向西北航運發出定期海上客運准照及外港客運碼頭往來香港屯門客運碼頭的海上航線許可。經過近五年的爭取，西北航運於2011年4月15日開通澳門(外港客運碼頭)至屯門的航線。

### 停航及結束營運
2012年6月12日，西北航運突然取消每日一班的夜航班次，四班日航就不受影響。香港海事處接獲西北航運通知，船公司會退款給已訂購夜航船票的乘客。7月2日，西北航運突然宣佈，由於兩艘高速客船「達澳1」（Delta 1）及「達澳2」（Delta 2）先後發生故障，即日起暫時取消所有航班，直至客船完成維修及通過檢驗為止。船公司發言人表示，目前已經為數十名受影響乘客辦理退票手續。其後，西北航運更宣佈9月10日起正式結束營運。而兩艘高速客船在2012年9月起在青衣北對開海面汀九近水灣停泊，等候賣出；及後，兩船分別由南韓及土耳其公司購入，前者改走仁川至北方界線附近島嶼航線，後者在黑海近岸水域運用。
據悉在宣布停航前夕，西北航運唯二股東：商人陳美歡，以及希臘神話娛樂集團均出現問題，前者涉多宗詐騙被捕，後者持有的酒店更涉及股權及租務糾紛。而啟航不足一年半，西北航運便宣布因無力負擔每月逾二百卅多萬元的屯門碼頭租金，而於2012年9月交還碼頭。律政司期間在2012年7月入稟高院，向西北航運追討共逾四百萬元的碼頭欠租。

## 服務

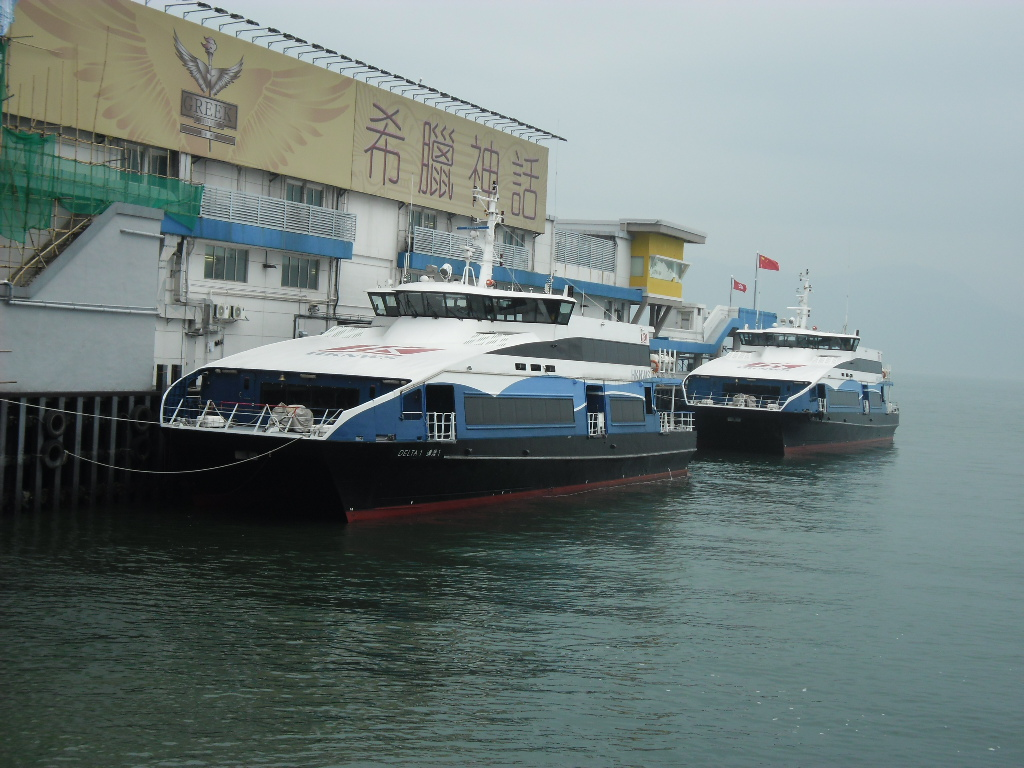
西北航運的雙體船

營運期間，西北航運每日4班來往屯門及澳門的跨境渡輪服務，及於2011年12月起開辦夜航班次。由2012年6月12日起夜航服務暫停。
| 船期表                  |                         |                          |                          |                                       |                                |                                |                                |                         |                         |
| 2011年4月15日至10月14日 | 2011年4月15日至10月14日 | 2011年10月15日至12月21日 | 2011年10月15日至12月21日 | 2011年12月22日至2012年3月25日         | 2011年12月22日至2012年3月25日  | 2012年3月26日至2012年6月12日   | 2012年3月26日至2012年6月12日   | 2012年6月12日起生效     | 2012年6月12日起生效     |
| 屯門往澳門              | 澳門往屯門              | 屯門往澳門               | 澳門往屯門               | 屯門往澳門                            | 澳門往屯門                     | 屯門往澳門                     | 澳門往屯門                     | 屯門往澳門              | 澳門往屯門              |
| 07:30 10:30 13:30 16:00 | 09:00 11:45 14:45 17:30 | 07:30 10:30 13:00 15:30  | 09:00 11:45 14:15 17:00  | 07:30 10:30 13:00 15:30 18:15* 21:15* | 09:00 11:45 14:15 17:00 19:45* | 07:30 10:30 13:00 15:30 19:00* | 09:00 11:45 14:15 17:00 20:30* | 07:30 10:30 13:00 15:30 | 09:00 11:45 14:15 17:00 |

*租用噴射飛航之宇航2001、宇航2003、宇航一號及宇航三號行走

西北航運在開辦初期曾表示，長遠計劃營運往珠江三角洲地區及氹仔客運碼頭的航線。西北航運曾經營由香港往來深圳珠海及蛇口的跨境渡輪服務，前者每日提供2班往返，後者每日提供1班往返，但在2007年10月11日至2010年12月16日停止營運。

## 外部連結
- 西北航運官方網站：此連結已失效